# Углавном безопасни
Углавном безопасни (енгл. Mostly Harmless) је пета књига научнофантастично-хумористичке „трилогије од пет књига” Аутостоперски водич кроз галаксију аутора Дагласа Адамса из 1992. године. Последња је књига у серијалу коју је написао Адамс, као и последња књига коју је објавио за живота. Наставак под насловом Још само ово..., који је написао Овен Колфер, објављен је 2009. године.

## Радња
Артур Дент планира да обиђе галаксију са својом девојком Фенчерч, али она нестаје током скока у хиперсвемир, као резултат тога што је из нестабилног сектора галаксије. Депресиван, Артур наставља да путује галаксијом користећи узорке својих телесних ткива/течности да би финансирао своја путовања, сигуран у своју безбедност све док не посети Ставромулу Бета, пошто је у неком тренутку у будућности на поменутој планети убио једну инкарнацију Аграџага. Током једног путовања, он завршава насукан на једноставној планети Ламјуела, и одлучује да остане ту како би постао произвођач сендвича за локално становништво.
У међувремену, Форд Префект се враћа у канцеларије Аутостоперског водича кроз галаксију и изнервиран је када сазна да је оригиналну издавачку компанију, Мегадодо, преузео Инфинидим, којим управљају Вогони. У страху за сопствени живот, он бежи из зграде, успут крадући још необјављену, наизглед свесну нову верзију Аутостоперског водича. Крије се након што је Водич послао себи, али на Артурову адресу, на чување.
На Ламјуели, Артур је изненађен појавом Трилијан са ћерком тинејџерком, Насумицом Дент. Трилијан објашњава да је желела дете, те да је искористила једину људску ДНК коју је могла да пронађе, тврдећи да је Артур Насумицин отац. Трилијан оставља Насумицу са Артуром како би она сама могла да настави своју каријеру интергалактичке репортерке. Насумица је фрустрирана Артуром и животом на Ламјуели; када стигне Фордов пакет за Артура, она га узима и открива Водич. Водич јој помаже да побегне са планете на Фордовом броду након што Форд стигне на планету тражећи Артура. Откривши да су Насумица, Водич и Фордов брод нестали, њих двојица успевају да нађу начин да напусте Ламјуелу и крену на Земљу, где сумњају да се Насумица такође упутила како би пронашла Трилијан. Форд изражава забринутост због манипулисања догађајима од стране Водича, истичући његову „нефилтрирану перцепцију” и плашећи се његове моћи и крајњег циља.
Репортерка Триша Макмилан је верзија Трилијан која живи на алтернативној Земљи, која никада није прихватила понуду Запхода Библброкса да путује у свемир. Прилази јој се ванземаљска раса, Гребулонци, који су створили базу операција на планети Руперт, недавно откривеној десетој планети у Сунчевом систему. Међутим, због оштећења на њиховом броду приликом доласка, изгубили су већину свог компјутерског језгра и сећања, а једина упутства која су се могла спасити била су да посматрају нешто занимљиво у вези са Земљом. Они траже Тришину помоћ да прилагоди астрологијске карте за Руперт, а у замену ће јој дозволи да их интервјуише. Она испуњава њихов захтев и води интервју, али добијени снимак изгледа толико лажно да се плаши да ће уништити њену репутацију ако буде емитован. Позвана је да одустане од монтаже снимка и да извештава о слетању свемирског брода усред Лондона.
Док Триша стиже на место догађаја, Насумица излази из брода и почиње да виче на њу, погрешно сматрајући Тришу за сопствену мајку. Артур, Форд и Трилијан долазе и помажу Триши да смири Насумицу. Уклањају је из хаоса који окружује летелицу и одводе је у бар. Трилијан покушава да упозори групу да се Гребулонци, којима је досадила њихова мисија, спремају да униште Земљу. Насумица омета дискусију тако што извади ласерски пиштољ који је узела са свог брода. Артур, који још увек верује да не може да умре, покушава да смири Насумицу, али због ометања она пуца из оружја, што доводи бар у панику. Артур помаже човеку погођеним пиштољем, који испушта шибицу са именом бара − „Ставро Милер – Бета” − и Артур схвата да је ово била сцена Аграџагове коначне смрти.
Гребулонци уништавају Земљу, верујући да ће се њихови хороскопи побољшати ако се она уклони из њихових астролошких карата. Откривено је да су Вогони дизајнирали нову верзију Водича како би постигли жељени исход манипулисањем временским догађајима. Као резултат тога, свака верзија Земље у свим стварностима је избрисана, тиме испуњавајући налог за рушење који је издат у првом роману. Његова мисија је завршена, Водич пада у ништавило.

## Пријем
За разлику од претходних књига у серијалу, ова је добила помешане рецензије критичара, коју су приметили њен тамнији тон. Николас Лезард из новина The Guardian је написао: „Сумњам да постоји научнофантастично-хумористичка књига суморнија од Углавном безопасних”. The Independent је закључио: „Углавном безопасни има сву духовитост и инвентивност старинског Дагласа Адамса, иако њени лабави крајеви нису повезани тако свеобухватно као у претходним књигама у серијалу”. Дејвид Еделман у новинама Baltimore Evening Sun је написао: „Негде закопан у нереду је морал о учењу како да се осећате као код куће у хаотичном универзуму. Нажалост, Адамсове вештине у преношењу озбиљних порука нису ни близу на нивоу његове вештине у дочаравању non sequitur-а, те идеја бива сахрањена”.
У једном интервјуу, Адамс је изразио незадовољство тоном ове књиге, за шта је окривио личне проблеме, рекавши: „Због свих врста личних разлога у које не желим да улазим, имао сам потпуно несрећну годину, а покушавао сам да напишем књигу у тој позадини. И, погодите шта, била је то прилично суморна књига!”